# Testamento de Alfonso I de Aragón y Pamplona (1131)

Reino de Aragón y Pamplona bajo la Dinastía Jimena.
Dominios que en el año 1076 pasaron a Sancho Ramírez, rey de Aragón y Pamplona
Condado de Navarra por el que Pedro I de Aragón rey de Aragón y Pamplona, rindió homenaje en el año 1087 a Alfonso VI de Castilla
Dominios patrimoniales de Sancho Ramírez, rey de Aragón y Pamplona
Tierras conquistadas por Sancho Ramírez (1076-1094) y Pedro I de Aragón (1094-1104), reyes de Aragón y de Pamplona
Tierras conquistadas por Alfonso I de Aragón (1104-1134)
Dominios regidos poer Alfonso I de Aragón
Dominios que en el año 1126 reclamó Alfonso VII de Castilla

El Testamento de Alfonso I, rey de Aragón y Pamplona es un documento firmado por este monarca en octubre del 1131 durante el Asedio de Bayona. Este documento ha generado siempre mucha expectación siendo calificado como uno de los testamentos regios más asombrosos de la época medieval.

## Transcendencia
Este testamento es muy conocido entre los historiadores y tuvo una gran transcendencia inusual con repercusiones seculares. Como resultado del mismo, y al no tener descendientes masculinos, el rey Alfonso I de Aragón y Pamplona dispuso donar su legado en todo su reino, entonces el Reino de Aragón y de Pamplona ("Totum regnum meum concedo") a las órdenes militares presentes en su territorio en este momento: templarios, hospitalarios y Santo Sepúlcro.
Este testamento desencadenó un largo y complejo proceso de sucesión que desencadenó una nueva separación de los reinos de Aragón y Pamplona al mismo tiempo que favoreció la unión de la Casa de Barcelona a la Casa de Aragón mediante el matrimonio de Petronila hija de Ramiro II, con el conde de Barcelona Ramón Berenguer IV, dando paso al nacimiento de la Corona de Aragón.

## La redacción del documento: Bayona
Es importante tener presente el momento y lugar de redacción de estas últimas voluntades del monarca durante las poco conocidas maniobras de asedio de la ciudad de Bayona, capital del vizcondado de Labourd. Durante casi todo el año de 1131 se mantiene este singular asedio que ya debió comenzar en el otoño de 1130 (el 26 de octubre se concede el fuero de Tudela a los pobladores de Corella, desde «illo castello de Baiona»).

El documento original (A) no ha subsistido y existe en los Archivos de la Corona de Aragón una copia (B) del siglo XII sobre un traslado notarial de Ponç, un escribano de Ramón Berenguer IV, aunque omite los testigos suscriptores del documento. Aunque falte el original las copias hechas en fechas próximas diluye la sospecha acerca de su falta de autenticidad siendo considerado veraz.

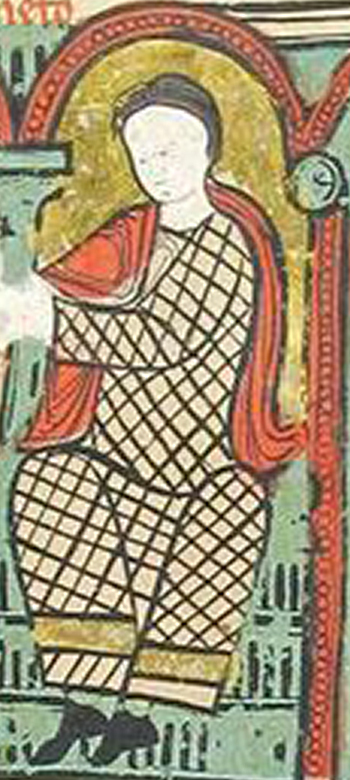
Alfonso I el Batallador. Liber feudorum maior

## La muerte de Alfonso I de Aragón
A principios del año 1133, Alfonso I de Aragón inició el asedio de Fraga (Madina Afraga), conquistando primero la fortaleza de Mequinenza. El valí almorávide de la ciudad, Muhámmad ibn Mardanis, pidió ayuda al emir Alí ibn Yúsuf, que envió al general Zumbayr el-Lantuni, al valí de Valencia (Balansiya) y al valí de Lérida. Atacaron conjuntamente desde dentro y, fuera de la ciudad, las tropas aragonesas tuvieron que levantar el asedio y retirarse. El rey Alfonso I falleció el 7 de septiembre entre Almuniente y Poleñino a causa de las heridas recibidas, mientras los almorávides proseguían su ofensiva y reconquistaban Mequinenza.
Tres días antes de morir, el 4 de septiembre de 1134, estando en Sariñena es ratificado el testamento de Bayona añadiendo el hecho de que su hermano Ramiro es nombrado obispo de Roda exponiendo así su expresa desautorización sobre sus posibles derechos al trono y mostrando un firme propósito de que la Reconquista fuera continuada.

## Testamento
En un principio, el rey hizo varias concesiones en su testamento. Comienza con unas mandas testamentarias sobre varios monasterios y catedrales de su reinoː
- Donó Estella a la Catedral de Pamplona.
- Donó el Monasterio de Leire, Nájera y Tobías para el Monasterio de Santa María de Nájera y el Monasterio de San Millán de la Cogolla.
- Belardo para el Monasterio de San Salvador de Oña.
- Almazán para el Monasterio de San Salvador de Oviedo.
- Calahorra, Cervera de Alhama y Tudején para la catedral de Santiago de Compostela.
- Sigüenza para el Monasterio de Santo Domingo de Silos.
- La dote de su madre, Felicia de Roucy, formada por Biel, Bailo, Astorito, Ardanés y Sos para el Monasterio de San Juan de la Peña y el Monasterio de San Pedro de Siresa.

En segundo lugar aborda una cuestión delicada como era el régimen de honores y tenencias que sostenía la administración del territorio gobernado por el rey, estipulando que era su deseo que se mantuviera en su cargo a los tenentes en activo en el momento de su fallecimiento.
Por último nombra herederas a las órdenes militares, dándoles el "dominatum" (dominio de la tierra como señor feudal), el "principatum" (caudillaje militar sobre los hombres) y el "regnum" (la propiedad del reino) a las siguientesː Orden de San Juan de Jerusalén, Orden de los Caballeros Templarios y a la Orden del Santo Sepulcro de Jerusalén. El testamento fue nuevamente ratificado el 4 de septiembre del año 1134.

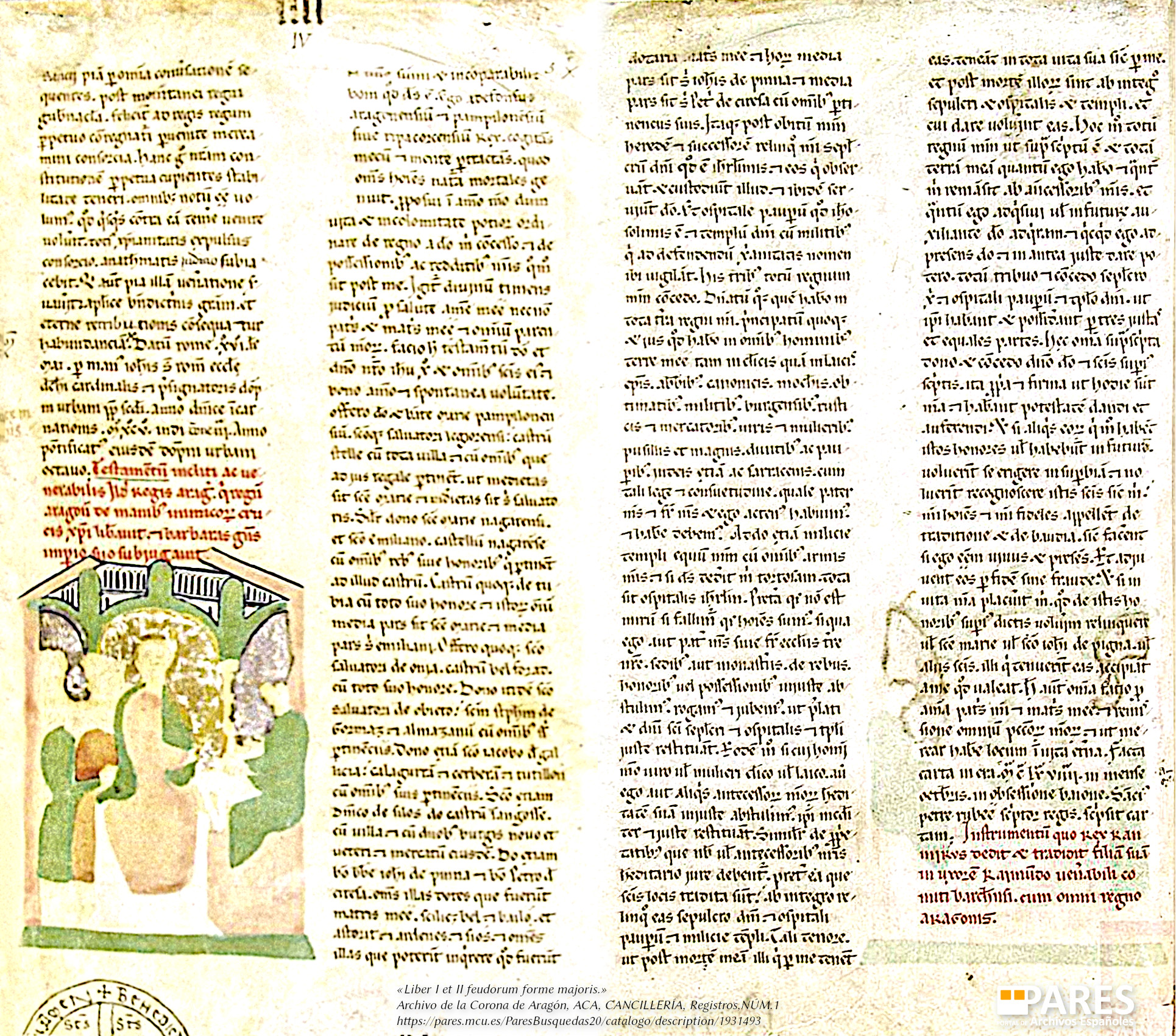
Testamento de Alfonso I el Batallador (1131) extractado del Liber feudorum maior fol5 (Archivo de la Corona de Aragón)

### El texto
In nomine summi et incomparabilis boni quod Deus est. Ego Adefonsus, Aragonensium et Pampilonensium siue Ripacurcensium rex, cogitans mecum et mente pertractans quod omnes homines natura mortales genuit, proposui in animo meo dum uita et incolumitate pocior, ordinare de regno meo a Deo mihi concesso et de possessionibus ac redditibus meis, quomodo sit post me. Igitur, diuinum timens iudicium, pro salute anime mee necnon patris et matris mee et omnium parentum meorum, facio hoc testamentum Deo et Domino nostro Ihesu Christo et omnibus sanctis eius, et bono animo et spontanea uoluntate offero Deo et beate Marie Pampilonensium Sanctoque Saluatori Legiorensi castrum Stelle cum tota uilla et cum omnibus que ad ius regale pertinent ut medietas sit Sancte Marie et medietas fratrum Sancti Saluatoris.

Similiter, dono Sancte Marie Nagarensi et Sancto Emiliano castellum Nagarense cum omnibus redditibus siue honoribus qui pertinent ad illud castrum, castrum quoque de Tobia cum toto suo honore. Et istorum omnium media pars sit Sancte Marie et media pars Sancti Emiliani.

Offero quoque Sancto Saluatori de Onia castrum Belforat cum toto suo honore.

Dono itidem Sancto Saluatori de Obieto Sanctum Stephanum de Gormaz et Almazanum cum omnibus suis pertinenciis.

Dono etiam Sancto Iacobo de Gallicia Calagurram et Cerberam et Tutillon cum omnibus suis pertinenciis.

Sancto etiam Dominico de Silos do castrum Sangosse cum uilla et cum duobus burgis, nouo et ueteri, et mercatum eiusdem.

Do etiam beato Baptiste Iohanni de Pinna et beato Petro de Siresa omnes illas dotes que fuerunt matris mee, scilicet: Bel et Bailo et Astorit et Ardenes et Sios et omnes illas que poterint inquirere quod fuerunt dotaria matris mee. Et horum media pars sit Sancti Iohannis de Pinna et media pars sit Sancti Petri de Siresa cum omnibus pertinenciis suis.

Itaque post obitum meum heredem et successorem relinquo mei Sepulcrum Domini quod est Iherosolomis, et eos qui obseruant et custodiunt illud et ibidem seruiunt Deo, et Ospitale Pauperum quod Iherosolimis est, et Templum Salomonis cum militibus qui ad defendendum christianitatis nomen ibi uigilant. His tribus totum regnum meum concedo, dominatum quoque quem habeo in tota terra regni mei, principatum quoque et ius quod habeo in omnibus hominibus terre mee tam in clericis quam in laicis, episcopis, abbatibus, canonicis, monacis, obtimatibus, militibus, burgensibus, rusticis, mercatoribus, viris et mulieribus, pusillis et magnis, diuitibus et pauperibus, iudeis et38 sarracenis, cum tali lege et consuetudine quale pater meus et ego hactenus habuimus et habere debemus.

Addo etiam Milicie Templi equum meum cum omnibus armis meis. Et si Deus dederit mihi Tortosam, tota sit Ospitalis Iherusalem.

Preterea quia non est mirum si fallimur, quia homines sumus, si qua ego aut pater meus siue frater ecclesiis terre nostre, sedibus aut monasteriis de rebus, honoribus uel possessionibus iniuste abstulimus, rogamus et iubemus ut prelati et domini Sancti Sepulcri et Ospitalis et Militie Templi iuste restituant. Eodem modo, si cui hominum, uiro uel mulieri, clerico uel laico, aut ego aut aliquis antecessorum meorum hereditatem suam iniuste abstulimus, ipsi misericorditer et iuste restituant. Similiter, de proprietatibus que nobis uel antecessoribus nostris hereditario iure debentur, preter eas que sanctis locis tradite sunt, ab integro relinquo eas Sepulcro Domini et Ospitali Pauperum et Milicie Templi, tali tenore ut post mortem meam illi qui per me tenent eas, teneant in tota uita sua sicut per me et post mortem eorum sint ab integro Sepulcri et Ospitalis et Templi Militie Salomonis et illius cui dare uoluerint eas.

Hoc modo totum regnum meum ut suprascriptum est, et totam terram meam, quantum ego habeo et quantum michi remansit ab antecessoribus meis et quantum ego adquisiui uel in futurum auxiliante Deo adquiram, et quidquid ego ad presens do et in antea iuste dare potero, totum tribuo et concedo Sepulcro Christi et Ospitali Pauperum et Milicie Templi Salomonis ut ipsi habeant et possideant per tres iustas et equales partes.

Hec omnia suprascripta dono et concedo Domino Deo et sanctis superius scriptis ita propria et firma ut hodie sunt mea, et habeant potestatem dandi et auferendi.

Et si aliquis eorum qui modo habent istos honores uel habebunt in futuro, uoluerint se erigere in superbiam et noluerint recognoscere istis sanctis sicut michi, mei homines apellent eos de tradicione et de baudia sicut facerent si ego essem uiuus et presens et adiuuent eos per fidem sine fraude. Et si in uita mea placuerit mihi quod de istis honoribus superius dictis uoluerim relinquere uel Sancte Marie uel Sancto Iohanni de Pinna uel aliis sanctis, illi qui tenuerint eas accipiant a me quod ualeant.

Hec autem omnia facio pro anima patris mei et matris mee et remissione omnium peccatorum meorum et ut merear habere locum in uita eterna, amen.

Facta carta in era M.C.LX.VIIII., in mense octobris, in obsessione Baione.

[Suscriptores del documento]

Sancius Petre Rubee, scriptor regis, scripsit cartam.
En nombre del bien más grande e incomparable que es Dios. Yo Alfonso, rey de los aragoneses y de los pamploneses así como de los ribagorzanos, pensando en mi suerte y reflexionando que la naturaleza hace mortales a todos los hombres, me propuse, mientras tuviera vida y salud, distribuir el reino que Dios me concedió y mis posesiones y rentas de la manera más conveniente como debe ser después de mi. Así pues, temiendo el juicio divino, por la salvación de mi alma así como de mi padre y madre y de todos mis parientes, hago este testamento a Dios y a nuestro Señor Jesucristo y a todos sus santos, y de buena voluntad y libre albedrío ofrezco a Dios y a la bienaventurada María de Pamplona y al Santísimo Salvador de Leyre el castillo de Estella con toda la villa y con todo lo que pertenece al derecho real, de manera que la mitad sea de Santa María y la otra mitad de los hermanos de San Salvador.

De la misma forma, dono a Santa María de Nájera y San Millán, el castillo de Nájera con todas sus rentas y honores que pertenecen a este castillo, también el castillo de Tobia con todo su honor. Y de todo esto, media parte sea de Santa María y media parte de San Millán.

Ofrezco también a San Salvador de Oña el castillo de Belorado con todos sus honores.

Así mismo, dono a San Salvador de Oviedo, San Esteban de Gormaz y Almazán con todas sus pertenencias.

Dono también a Santiago de Galicia, Calahorra, Cervera y Tudején con todas sus pertenencias.

También a Santo Domingo de Silos dono el castillo de Sigüenza, con la villa, los dos burgos, el molino nuevo y el viejo, y su mercado.

Dono también a San Juan de la Peña y a San Pedro de Siresa toda aquella dote que fue de mi madre, es decir, Biel, Bailo, Astorit, Ardanés y Sos, todos aquellos bienes que se pudieran descubrir que fueron bienes dotales de mi madreː y de estas cosas, media parte sea para San Pedro de Siresa y la otra sea para San Juan de la Peña, con todas sus pertenencias.

Así también, para después de mi muerte, dejo como heredero y sucesor mío al Sepulcro del Señor, que está en Jerusalén, y a aquellos que lo vigilan y custodian y allí mismo sirven a Dios; y al Hospital de los Pobres, que está en Jerusalén; y al Temple del Señor con los caballeros que allí vigilan para defender el nombre de la cristiandad. A estos tres concedo mi reino, es decir, el dominio que tengo sobre toda la tierra de mi reino, así como el principado y el derecho que tengo sobre todos los hombres de mi tierra, tanto los religiosos como los laicos, obispos, abades, canónigos, monjes, optimates, caballeros, burgueses, rústicos y mercaderes, hombres y mujeres, pequeños y mayores, ricos y pobres, judíos y sarracenos, bajo las mismas leyes y tradiciones, que mi padre, mi hermano y yo hasta hoy lo tuvimos y hemos de tener.

Dono a la milicia del Temple mi caballo con todas sus armas. Y si Dios me diera Tortosa, que sea del Hospital de Jerusalén.

Además, porque no es de extrañar que nos equivoquemos, pues somos hombres, si yo o mi padre o mi hermano hemos quitado injustamente a las iglesias, sedes o monasterios de nuestra tierra algunas propiedades, honores o posesiones, pedimos y mandamos que los prelados y señores del Santo Sepulcro y del Hospital y los Templarios las restituyan con justicia. Del mismo modo, si yo o alguno de mis antepasados hemos quitado injustamente la herencia a alguna persona, hombre o mujer, clérigo o laico, que se la devuelvan misericordiosa y justamente. Del mismo modo, en cuanto a los bienes que nos corresponden a Nosotros o a nuestros antepasados por derecho hereditario, excepto los que han sido transmitidos a lugares santos, los dejo íntegros al Sepulcro del Señor y al Hospital de los Pobres y a la Milicia del Templo, con tal tenor que después de mi muerte, quienes los posean por mi intermedio, los posean durante toda su vida como si por mi intermedio y después de su muerte fueran íntegros al Sepulcro y al Hospital y a la Milicia del Templo de Salomón y a quien quieran darlos.

De esta manera, doy y concedo todo mi reino como está escrito arriba, y toda mi tierra, cuanto tengo y cuanto me ha quedado de mis predecesores y cuanto he adquirido o adquiriré en lo futuro, con la ayuda de Dios, y todo lo que doy en el presente y podré dar justamente en el pasado, al Sepulcro de Cristo y al Hospital de los Pobres y a la Milicia del Templo de Salomón, para que lo tengan y posean en tres partes justas e iguales.

Todas estas cosas dichas dono y concedo a Dios y a los santos mencionados de forma que sean propias y firmes como hoy son mías, y tengan potestad de donar y de sacar.

Y si alguno de los que tienen estos honores y tendrán en el futuro quisieran levantarse en soberbia y no quisieran reconocer a estos santos como a mi, mis hombres y mis fieles los acusen de traición y perjurio, como lo harían si yo estuviera vivo y presente, y los ayuden por fe y sin engaño.

Todo esto lo hago por la salvación del alma de mi padre y de mi madre y el perdón de todos mis pecados y para merecer un lugar en la vida eterna.

Esta escritura ha estado hecha en la era MCLXVIII, en el mes de octubre, durante el asedio de Bayona.

[Suscriptores del documento]

Sancho Pérez Rubee, escribano real, escribió la carta.
Alfonso I de Aragón y de Pamplona, octubre de 1131. Bayona

## Inconvenientes
Uno de los análisis más precisos de los inconvenientes suscitados por este testamento los adelantaba Antonio Ubieto Arteta en 1987:
1. En contra del derecho aragonés y pamplonés el futuro rey era ajeno a la familia real.
2. El testamento tampoco dejaba definida la persona que «detentaría la "potestas", por lo que no se ajustaba a la norma jurídica aragonesa», un sofisticado sistema regulador de los vínculos del trono con sus gobernados.
3. Las posesiones reales de Aragón, Pamplona, Sobrarbe y Ribagorza eran patrimoniales (logrados por Sancho Ramírez y Pedro I) lo que obligaba a su mantenencia y transmisión dentro de la familia.
4. Por contra, sí tenía aplicación testamentaria, por derecho de conquista del propio rey, las tierras del «regnum Cesaraugustanum».

Por su parte, como ya apuntaba José María Lacarra en 1972, el arraigo de las órdenes militares en el país era débil al mismo tiempo que era complejo la adaptación del sistema de gobierno de cada una de las órdenes al específico del reino heredado. Muchos notables de ambos reinos consideraban que con base en su participación en tales conquistas tenían tantos derechos, o más, que las órdenes militares; así, por ejemplo, García Ramírez, entonces tan sólo señor de Monzón y de Tudela, consideraba su derecho sobre las tierras del reino de Pamplona que pertenecieron a su tío abuelo, Sancho Garcés IV hasta 1076; la ciudad de Jaca reconocía a Ramiro el derecho a heredar de su padre y hermanos.

## Consecuencias

### Las proclamaciones reales en Aragón y en Pamplona
La donación íntegra del reino que hizo Alfonso a las órdenes militares era inasumible tanto para la nobleza aragonesa como para la pamplonesa. En el reino de Aragón, algunos nobles optaron por proclamar rey al obispo Ramiro Sánchez, hermano del difunto Alfonso y, por lo tanto, miembro de la dinastía Jimena, mientras que los nobles pamploneses optaron por proclamar rey a García Ramírez, también descendiente de una rama de la dinastía Jimena.
Entre los nobles pamploneses que apoyaban a este último se encontraba Ladrón Íñiguez, que controlaba los territorios de Álava y Haro. La lealtad de la nobleza pamplonesa era imprescindible, ya que García Ramírez era hijo natural del último rey de Pamplona, Sancho IV de Navarra.

### Las aspiraciones de Castilla
Por otro lado, Alfonso VII de Castilla, por ser nieto de Alfonso VI de Castilla (primo carnal legítimo del último rey de Pamplona y emparentado con la dinastía Jimena), también reclamó la herencia.